# High Chaparral
För andra betydelser, se High Chaparral (olika betydelser).

High Chaparral är en västerninspirerad temapark belägen mitt i Gnosjöregionen i Småland i Kulltorp (mellan Gnosjö, Anderstorp och Värnamo).

## Bengt Erlandsson
Mannen bakom parken är Bengt Erlandsson, även kallad Big Bengt. Han föddes i byn Brännehylte 1922 som ett av åtta syskon på en skogsgård och avled 2016.. Hans far var skogsbrukare och drev ett sågverk.

## Inspirationen till High Chaparral
Bengt Erlandsson växte upp i en bygd präglad av utvandringen till Amerika och 1956 åkte han själv dit för att under fyra månader färdas 4000 mil över kontinenten. Han fick med sig en stor samling av emigrantberättelser och intryck. Han tog även del av landets historia och besökte bland annat de västernstäder och de militär- och handelsfort som fortfarande finns bevarade. Denna resa gjorde stort intryck på honom.
I början av 1960-talet fick han chansen att förverkliga sin dröm. Televerket ville bli av med 200 000 kreosotimpregnerade telefonstolpar. Erlandsson köpte upp stolparna för att förvara dem på den gård i Kulltorp som han köpte 1957, och började bygga på ett fort, Fort Erlandsson, liknande dem han besökt i USA. Från början var fortet tänkt att användas för att bjuda in Erlandssons affärsbekanta till, men när han byggde ett varuhus för överskottsartiklar strax intill såg han att många varuhuskunder också var intresserade. År 1966 öppnade han så fortet för allmänheten, och några år senare döptes det om till High Chaparral, efter den populära västernserien High Chaparral, som hade börjat visas i svensk TV. För fem kronor fick besökarna se fortet och ett antal stuntmän som gjorde en show. Stuntmännen deltog också i många fall i de filminspelningar som gjordes i fortet. I början var inte besökarantalet stort, men när Erlandsson såg att showen lockade publik byggde han i början av 1970-talet en västerngata där professionella stuntmän kunde ha show. I samma veva byggde han även en restaurang med namnet Restaurang Diligensen.

## Uppbyggnaden
Sedan 1960-talet har det byggts närmast kontinuerligt på det 50 ha stora mossområdet. I stor utsträckning har rivningsmaterial använts och byggnader har uppförts utan bygglov.
En västernstad måste även ha en kyrka, och då Erlandsson var uppväxt med djup religiositet byggde han en sådan. Han byggde en kyrka inspirerad av Karelen med hjälp av rivningsmaterial från ett ålderdomshem i Skillingaryd. Bänkarna kommer från Berga utanför Lagan, altartavlan kommer från Tyskland, skapad av Ernst Hildebrand (1833-1924) och predikstolen kommer från Spanien. Ett ytterligare tillskott till anläggningen var Kristinastugan, som var det timmerhus som var med i Jan Troells filmer efter Vilhelm Mobergs romaner Utvandrarna.
I början av 1970-talet kom även Formel 1 till Anderstorp med internationella förare och stor publik. Det fanns inte tillräckligt med hotellrum, men Erlandsson byggde på tre månader ett hotell med 200 rum. År 1977 öppnades järnvägen i parken. På spåren går tre ånglok av årgång 1925, 1950 och 1932 från Polen som eldas med stenkol. För att ge järnvägen ett mål byggdes Dalton City, som senare byggts om till en mexikansk by.
En konstgjord å grävdes där en hjulångare kunde gå. I anslutning till denna byggdes ett hamnkvarter och strax intill en ny showgata, som är en av världens största arenor för västernshower.
Sedan mitten av 1980-talet har nybyggandet avtagit, men det förekommer ständiga förbättringar och ombyggnationer av de cirka 265 byggnaderna.
I många år var det gratis inträde för boende i grannkommunerna (Gnosjö, Gislaved, Värnamo och Vaggeryd).
I samband med översvämningar i januari 2023 hamnade stora delar av nöjesparken under vatten.

## Museum
Erlandsson var inte bara intresserad av vilda västern, utan även av gamla ting. 1978 invigde han ett museum där allmänheten kunde beskåda hans samlingar. Dessa samlingar består främst av äldre teknik i form av maskiner och annat från industrialismens barndom, men även veteranfordon. Museet brann ner 1990, och ett ekonomiskt värde på uppskattningsvis 40 miljoner gick upp i rök. Erlandsson byggde dock snabbt upp museet igen.